# صبحانه موسلی

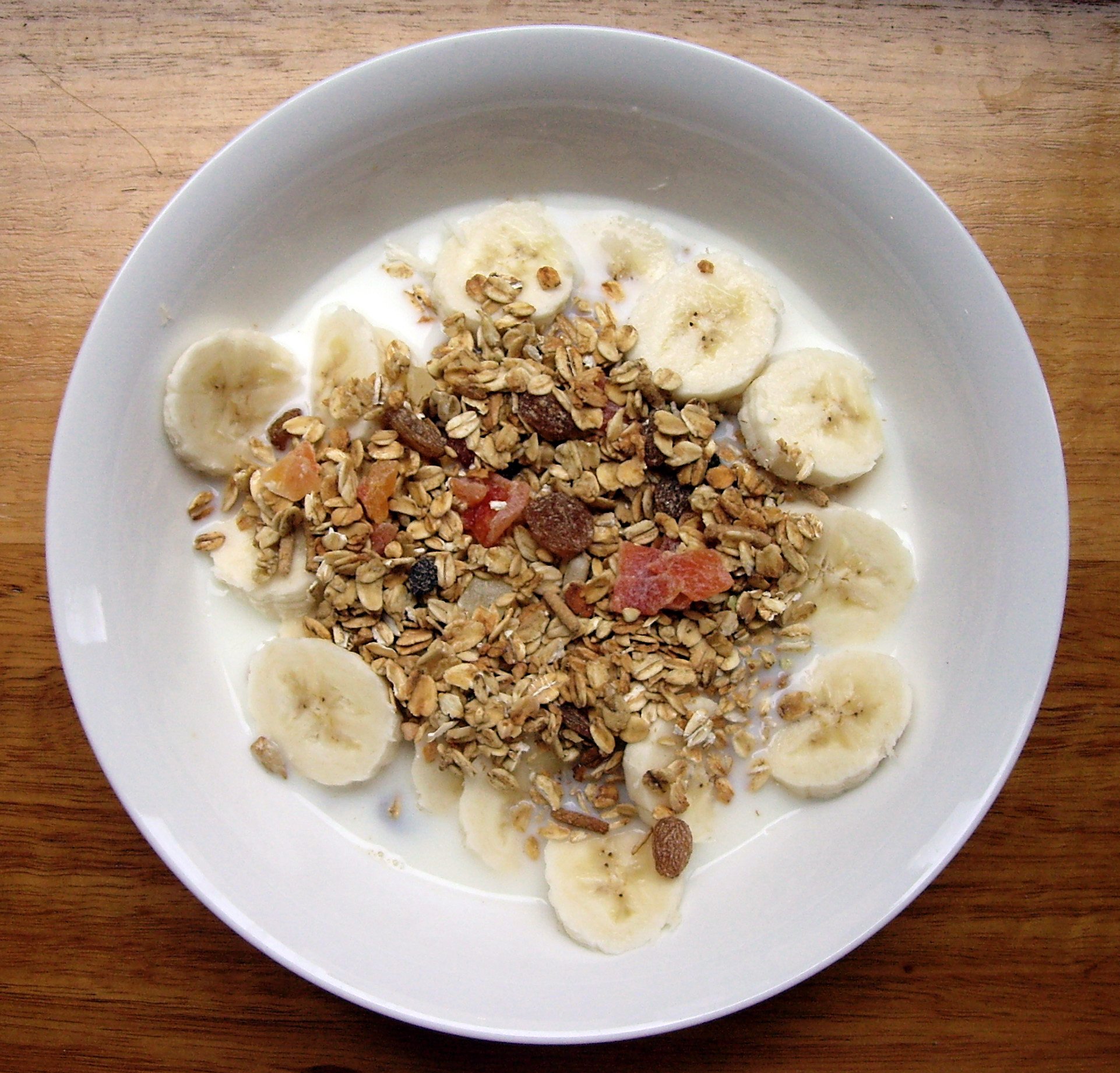
موسلی همراه با شیر و موز

موسلی یا غلات ناشتا (MEWZ-lee) صبحانه ای آماده مصرف بوده که در بسته‌بندی‌هایی که حاوی انواع غلات، دانه‌های کامل سبوس‌دار، ویتامین‌های گروه ب، میوه‌های خشک و خشکبار می‌باشد عرضه می‌شوند. این کلمه که در ابتدا در آلمانی سوئیسی به نام Birchermüesli به نام خالق آن ماکسیمیلیان بیرچر-بنر یا به سادگی Müesli شناخته می‌شود، یک کلمه کوچک آلمانی از Mues (آلمانی استاندارد غیر سوئیسی: Mus) به معنای «موش» یا «پوره» است.
موسلی با شیر، ماست یا شیرسویا یا همراه با عسل سرو می‌شود و گاهی میوه‌های فصلی تازه (به ویژه سیب، هلو یا موز) خورد شده را به آن می‌افزایند. امروزه موسلی به عنوان یکی از غذاهای با کیفیت روی میزهای هتل‌های درجه یک عرضه می‌شود.
موسلی یک غذای سرد صبحانه سوئیسی است که ماده اولیه آن جو دوسر است که یک شب خیس می‌خورد و صبح روز بعد خورده می‌شود. مواد اضافی مانند غلات، آجیل، دانه‌ها و میوه‌های تازه یا خشک، همراه با شیر یا خامه، آب مرکبات و عسل برای افزودن شیرینی به آن اضافه می‌شود. ماست یا سایر محصولات شیر پستانداران یا گیاهان در حال حاضر معمولاً به دستورالعمل‌های موسلی خانگی و بسته‌بندی‌های تجاری اضافه می‌شوند.

## تاریخچهٔ کشف
سازندهٔ موسلی دکتر و متخصص تغذیه زوریخی است به نام ماکسی میلیان بیرشی – بینر که در ۱۸۶۷ در آرو متولد و در ۱۹۳۹ در زوریخ فوت کرد. او ترکیب موسلی را در سال ۱۹۰۰ کشف کرد. معنی تحت‌اللفظی موسلی «پوره کوچک» است. اتفاقی که افتاد این بود که در یک گردش کوهستانی دکتر بیرشی در غذای یک چوپان شریک شد. با وجود سن زیاد او، غذا ترکیبی بود از جو خورد شده در شیر شیرین شده با عسل و همراه شده با یک سیب. چنین بود که موسلی کشف شد و در رژیم‌هایی پیشنهاد شد که او در کلینیک خود ارائه می‌داد. موضوع به برخی محافل گیاه‌خواری هم کشیده شد و بعد دکتر بیرشی با این موفقیت اجتماعی به لطف جنبش هیپی‌ها شناخته شد.

## خواص
وجود غلات کامل در موسلی باعث ثبات سطح قند خون برای ساعات طولانی‌تری شده می‌شود که باعث شده شخص ساعت‌ها بدون احساس گرسنگی فعالیت داشته باشد. همچنین موسلی دارای مقدار قابل توجه ای پروتئین، چربی و کربوهیدرات‌ها، سبوس غلات و فیبر بالای طبیعی، میوه و ویتامین‌های ضروری برای بدن و چربی و قند کمتر را در خود به همراه دارد.